# علی نورالدین النعسان
علی نورالدین النعسان (عربی: علی نور الدین النعسان؛ زادهٔ ۱۹۷۰) سرلشکر نیروی زمینی سوریه است، که از دسامبر ۲۰۲۴ به‌عنوان رئیس ستاد کل نیروهای مسلح سوریه فعالیت می‌کند.
النعسان قبل از فارغ‌التحصیلی به عنوان افسر ممتاز از آکادمی نظامی، در طیبه الامام به صورت محلی تحصیل کرد و در واحدهای پیاده‌نظام و زرهی ارتش عربی سوریه سمت‌های فرماندهی را بر عهده داشت. پس از وقوع انقلاب سوریه در سال ۲۰۱۱، او به نیروهای اپوزیسیون سوریه پیوست و در نبردهای شمال سوریه شرکت کرد. النعسان به عنوان فرمانده نظامی در هیئت تحریر الشام منصوب شد و در طول حملات مخالفان سوریه در سال ۲۰۲۴، فرمانده ستاد فرماندهی عملیات نظامی به رهبری تحریر الشام بود.